# Michel d'Oultremont
Michel d'Oultremont, né le 8 janvier 1992 à Braine-l'Alleud, est un photographe animalier belge,.
Michel d'Oultremont est connu pour son travail de capture d'images de la faune sauvage dans des environnements naturels. Il a développé une passion pour la photographie dès son plus jeune âge et a consacré de nombreuses années à explorer et à documenter la nature.
Les images de Michel sont empreintes d'une grande esthétique et montrent une profonde compréhension de la vie sauvage.
Son travail lui a valu de nombreux prix et distinctions, et ses photographies ont été publiées dans des magazines et des expositions à travers le monde. Michel d'Oultremont est considéré comme l'un des photographes animaliers les plus talentueux de sa génération et continue de documenter la beauté de la nature à travers son objectif.

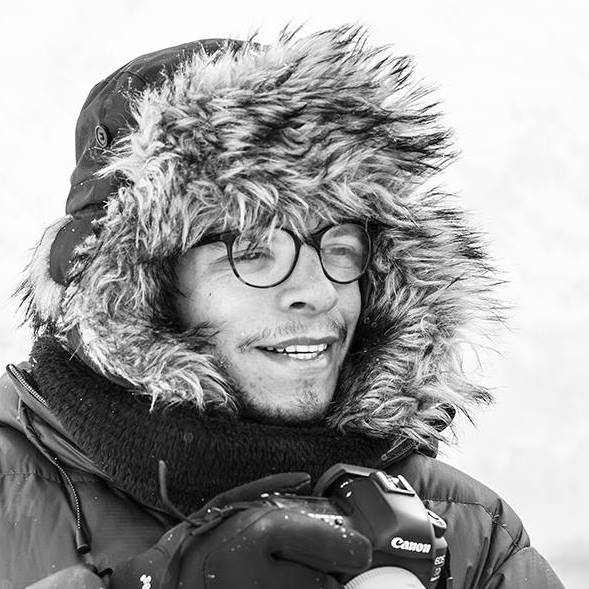
Portrait de Michel d'Oultremont, 2022

## Formation
Michel d'Oultremont est ancien étudiant de l’INRACI à Bruxelles.

## Démarche photographique
Au travers de ses photos, Michel d'Oultremont essaie de traduire le beau en montrant l’aspect esthétique de la nature et de la biodiversité. L’environnement y joue un rôle d’une grande importance, puisque sa démarche photographique tend à montrer l’animal dans un biotope féérique. Mais de plus en plus, ce sont les lumières qu'il recherche sans lassitude. Présentes ou absentes, ce sont elles qui guident ses images.

## Récompenses
- 2018 : Rising Star Award du Wildlife Photographer Of The Year[3],[2]
- 2014 : Fritz Polking Award[1] du GDT European Wildlife Photographer
- 2014 : Rising Star Award du Wildlife Photographer Of The Year[2]
- 2013 : Prix « coup de coeur pour l’esthétisme", Montier en der (France)

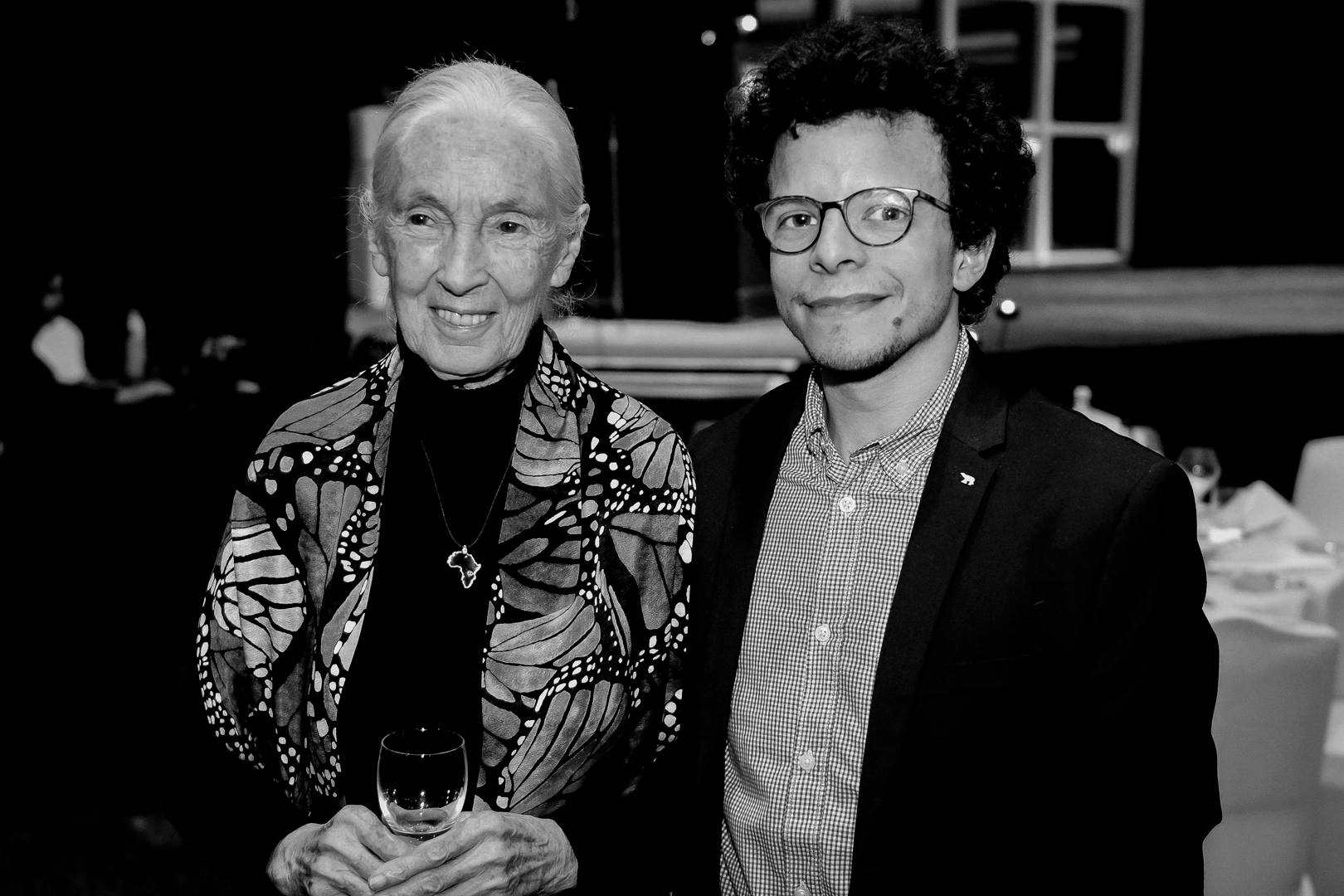
Michel d'Oultremont et Jane Goodall, 2019

## Publications
- Hokkaido, auto-édition, 2019[4]
- Yellowstone, auto-édition, 2018
- Rencontres, Escourbiac, 2016 (ISBN 978-2-9601908-0-9)[5]
- A l'affût, édition Weyrich[6], 2014

## Filmographie

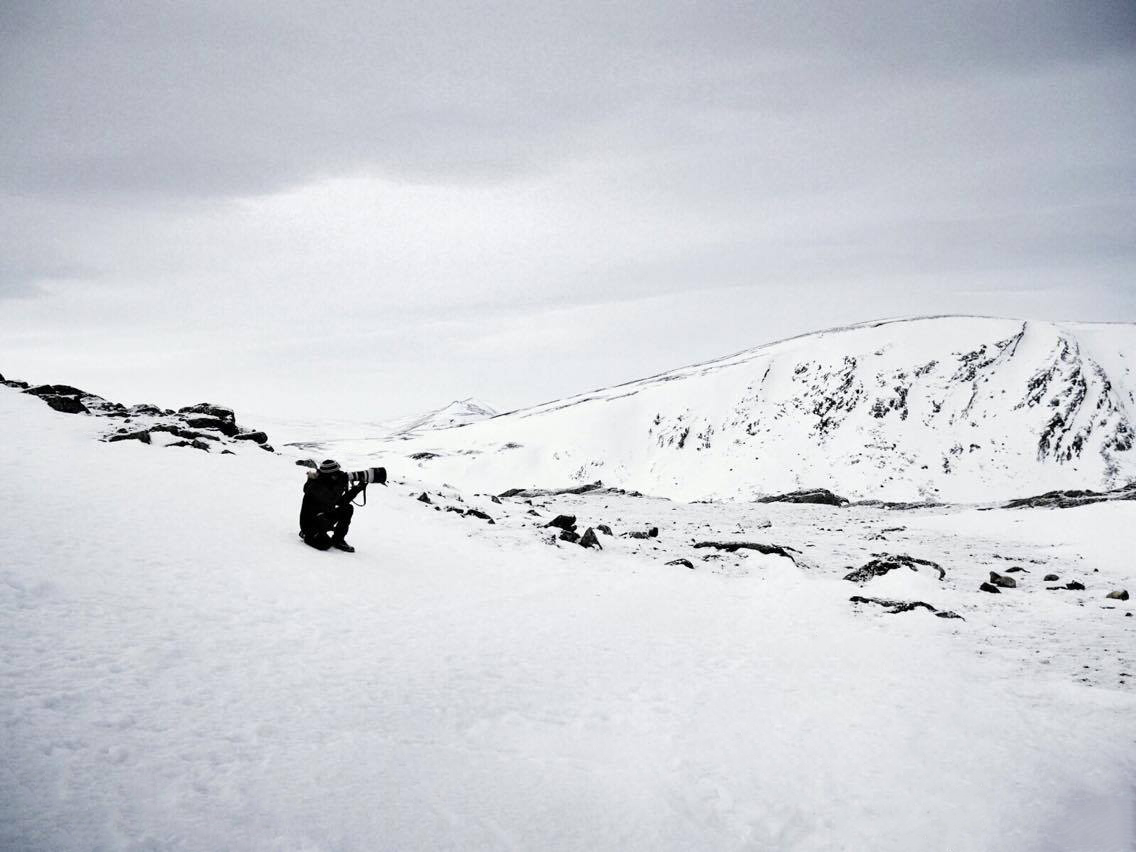
Michel d'Oultremont sur le terrain.

- The Wait (2016) (documentaire)[7]Michel d'Oultremont sur le terrain.